# 内村川

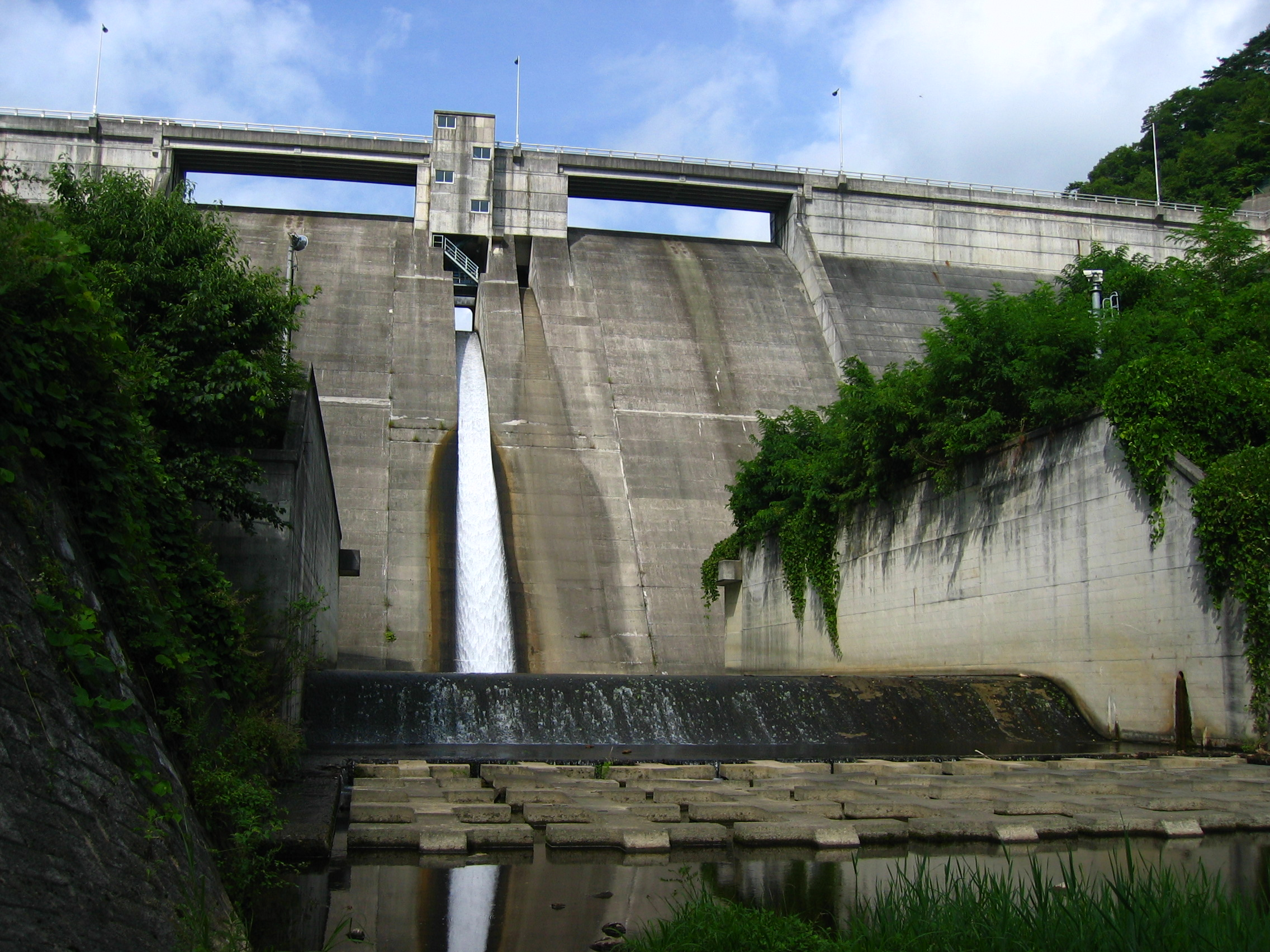
内村ダム

内村川（うちむらがわ）は、長野県上田市を流れる信濃川水系の一級河川。

## 地理
長野県上田市の南西部に位置する保福寺峠・三才山峠・武石峠あたりに源を発し東に流れ、鹿鳴湖（内村ダム湖）を経て上田市御嶽堂で依田川へ合流する。河川勾配は50分の1から70分の1。降雨量は少ない。
1958年（昭和33年）には台風21号が、翌1959年（昭和34年）には台風7号が襲来。大雨で氾濫した内村川は周辺を水没させ、死者を出すという大きな被害を短期間に重ねてもたらした。長野県は依田川総合開発の一環として内村川の治水対策を急務とし、鹿教湯温泉の上流に内村ダムを建設、1983年に完成させている。

## 流域の自治体
長野県
上田市

## 並行する交通

### 道路
- 国道254号